# Lesothská kuchyně

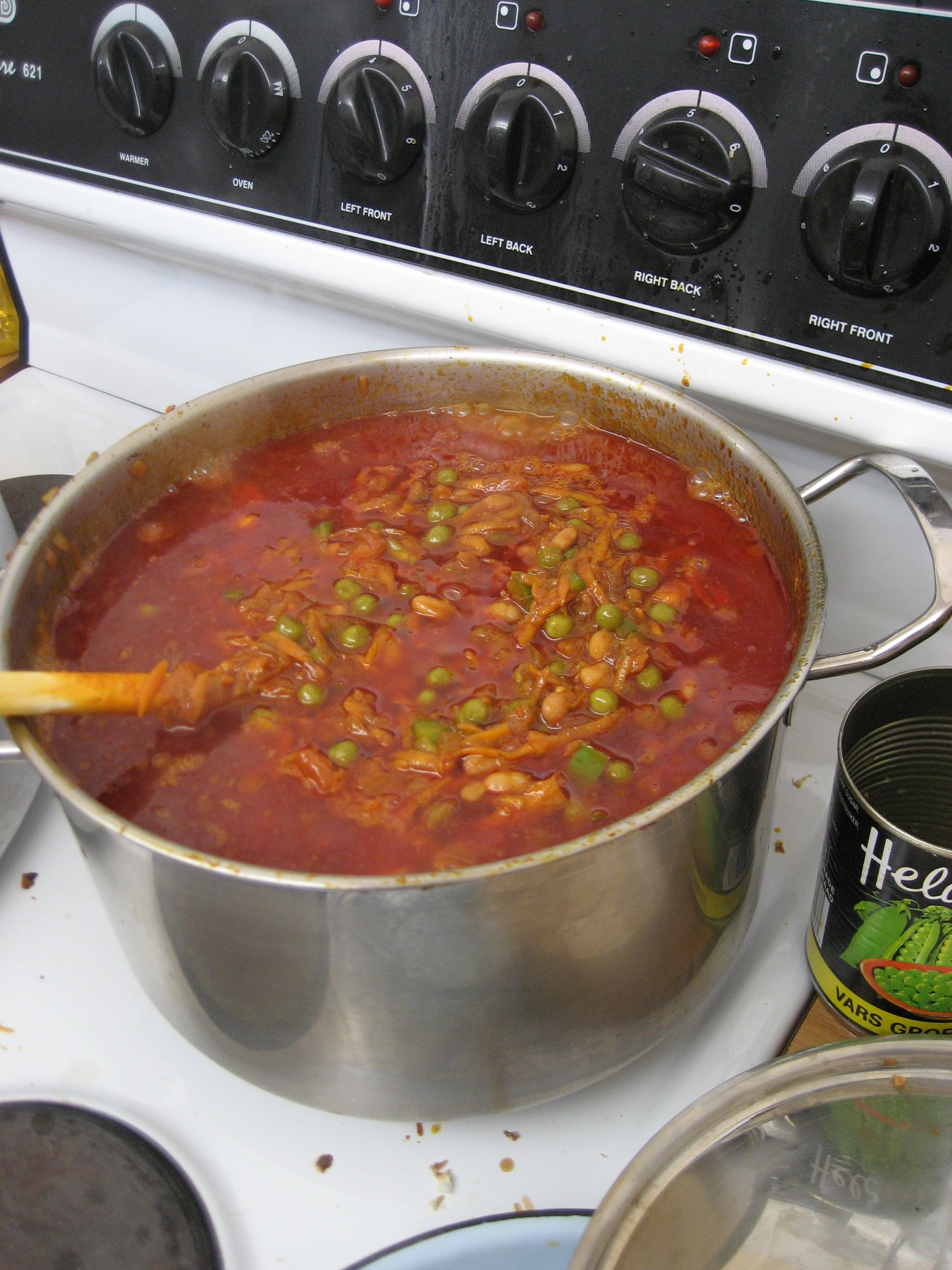
Chakalaka

Kuchyně Lesotha byla ovlivněna především kuchyní sousední Jihoafrické republiky, dále byla ovlivněna také britskou kuchyní. Kuchyně Lesotha používá kukuřici, rýži, brambory, ryby, mořské plody nebo červenou řepu.

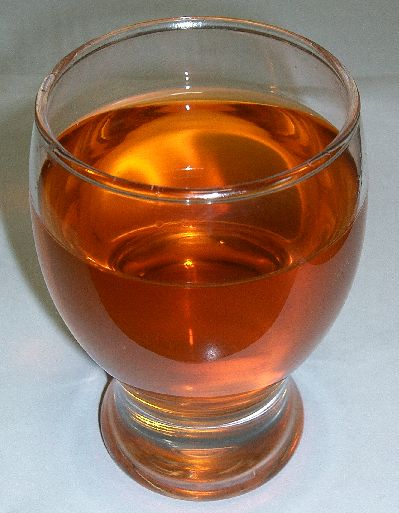
Sklenice rooibosu

## Příklady lesothských pokrmů
- Maso grilované na grilu braai (jihoafrický gril na způsob barbecue)[3][1]
- Motoho, fermentovaná čiroková kaše[4]
- Dušená hovězí oháňka (oxtail stew)[5]
- Chakalaka, směs dušené zeleniny[3][5]
- Pap, kukuřičná kaše podobná polentě[3][5]
- Butha-buthe, polévka ze špenátu a mandarinek[5][6]
- Makoenva, sladké fritované pečivo s rozinkami obalené ve skořici[5][7]
- Z nápojů se pije rooibos a místní piva.[5][8] V menší míře je provozováno též vinařství.[9][10]